# کوندور (روسیه)
کوندور (به لاتین: Kundur) یک منطقهٔ مسکونی در روسیه است که در استان آمور واقع شده‌است.